# Walther Bernt
Walther Bernt (* 23. Januar 1900 in Krumau, Bezirk Krumau, Österreich-Ungarn; † 27. Januar 1980 in München) war ein deutscher Ingenieur und Kunstwissenschaftler.

## Leben
Er war der Sohn des sudetendeutschen Gymnasiallehrers Alois Bernt (1871–1945). Nach dem Schulabschluss studierte er, promovierte zum Dr.-Ing. und habilitierte sich. Später beschäftigte er sich freiberuflich mit Kunstwissenschaft und Kunstsammlungen und war u. a. für die Alte Pinakothek in München tätig. Bekannt wurde er u. a. durch seine maßgebliche Mitwirkung an der mehrbändigen Reihe Die niederländischen Maler und Zeichner des 17. Jahrhunderts.

## Schriften (Auswahl)
- Sprüche auf alten Gläsern. Freiburg i. B. 1928.
- Altes Werkzeug. München 1939.
- Altes Glas. Prestel, München o. J. [1950].
- Altes Werkzeut. 2., durchges. Aufl., München 1977.